# شقاء نجمية
الشَّقَّاءُ النَّجْمِيَّة (باللاتينية: Bifidobacterium asteroides)
نوعٌ من بكتيريا موجبة الغرام عصوية. عُزلت سلالات شتى من هذا النوع من الأمعاء الخلفية لعسل النحل. أشير إلى هذا النوع باسم سلالات العُصَيَّة المُكَوكَبَة (باللاتينية: Bacillus constellatus) حتى عام 1969.